# Bundesmatrikularkasse
Die Bundesmatrikularkasse war die Kriegskasse des Deutschen Bundes. Sie wurde vor allem angelegt, um den Unterhalt der Bundesfestungen sicherzustellen, und bestand bis zur Auflösung des Deutschen Bundes im Jahre 1866. Die Bundesmatrikel entsprachen den Reichsmatrikeln im Alten Reich.
Mit Nachtragsbeschluss der Bundesversammlung vom 11. Juli 1822 zur Militärverfassung vom 9. April 1821 und der Festlegung der „näheren Bestimmungen“ in 94 Paragraphen vom 12. April 1821 wurden die Bundesfestungen behandelt und gleichzeitig die Einrichtung dieser besonderen Kasse geregelt.
Jedes Mitglied des Bundes hatte jährlich einen festgesetzten Betrag in die Bundesmatrikularkasse einzuzahlen. Bei der Festsetzung dieses Beitrages wurden die Größe des Landes, die Einwohnerzahl und die Wirtschaftskraft zugrunde gelegt. Österreich als das größte Mitglied zahlte 31,44 % des Gesamtaufkommens respektive 9.432 Gulden – das Fürstentum Liechtenstein als der kleinste Bundesstaat musste 0,02 % des Betrages beisteuern: sechs Gulden. Der jährlich aufzubringende Gesamtbetrag belief sich auf insgesamt 30.000 Gulden.